# 2016年至2017年香港足總盃
2016–17年香港足總盃是第 43 屆香港足總盃的足球賽事，因贊助原因冠名為「瑞士豪度錶足總盃」。今屆足總盃亦是繼2009年後，再次獲得贊助商冠名贊助。
與對上三屆足總盃賽事不同，本屆賽事不再讓足總盃初級組的前列球隊參與。賽事一律由 11 支超聯球隊爭奪，冠軍可以與聯賽第二、三名及高級組銀牌冠軍參與季後附加賽，爭奪2018年亞洲聯賽冠軍盃外圍賽的參賽資格。

## 賽制
整個賽事是以單場淘汰賽形式進，但假如雙方於法定 90 分鐘內賽和，會進行 30 分鐘加時賽，再賽和則會再以互射十二碼方式來決勝負。

## 參賽球隊
2016–17年香港超級聯賽中的 11 支球隊均會參加這次賽事。
| 球隊     | 上屆成績       | 奪冠次數 |
| -------- | -------------- | -------- |
| 標準灝天 | 沒有參賽       | 0 次     |
| 東方龍獅 | 半準決賽出局   | 4 次     |
| 港會     | 初賽第三圈出局 | 0 次     |
| 香港飛馬 | 冠軍           | 2 次     |
| 冠忠南區 | 準決賽出局     | 0 次     |
| 傑志     | 半準決賽出局   | 3 次     |
| 九巴元朗 | 亞軍           | 1 次     |
| 理文流浪 | 準決賽出局     | 2 次     |
| R&F富力  | 首次參賽       | 0 次     |
| 南華     | 半準決賽出局   | 10 次    |
| 和富大埔 | 第一圈出局     | 1 次     |

## 球賽資料

### 第一圈
| 2016年12月17日 FA01 | 和富大埔   | 1–5  | 南華                                                                  | 深水埗運動場               |
| 14:30               | 魯卡斯 85' | 報告 | 羅港威 7' · 艾華 29' · 高美斯 48'（十二碼） · 梁諾恆 53' · 陳肇鈞 69' | 入場人數： 1,006 ： 廖國文 |

| 2016年12月18日 FA02 | 標準灝天   | 1–0  | R&F富力 | 深水埗運動場             |
| 14:30               | 艾華頓 90' | 報告 |         | 入場人數： 358 ： 何煒昇 |

| 2016年12月20日 FA03 | 港會      | 1–5  | 傑志                                                               | 小西灣運動場   |
| 20:00               | 柯子威 1' | 報告 | 羅勳奴 27'（十二碼）, 60' · 林嘉緯 32' · 林恩許 38' · 唐建文 90+1' | 入場人數： 208 |

### 半準決賽
| 2017年4月15日 FA04 | 九巴元朗 | 0–4  | 東方龍獅 | 深水埗運動場             |
| 14:30              |          | 報告 |          | 入場人數： 997 ： 何煒昇 |

| 2017年4月15日 FA05 | 理文流浪 | 1–1 (加時) (3–4 ) | 南華 | 旺角大球場                 |
| 17:30              |          | 報告              |      | 入場人數： 1,073 ： 湯巨森 |

| 2017年4月16日 FA06 | 冠忠南區 | 3–1 | 標準灝天 | 深水埗運動場             |
| 14:30              |          |     |          | 入場人數： 516 ： 劉晃熙 |

| 2017年4月13日 FA07 | 香港飛馬 | 0–1  | 傑志       | 旺角大球場               |
| 20:00              |          | 報告 | 艾里奧 64' | 入場人數： 971 ： 廖國文 |

### 準決賽
| 2017年4月29日 FA08 | 傑志                    | 2–1  | 冠忠南區 | 旺角大球場                 |
| 15:00              | 林恩許 10' · 唐建文 75' | 報告 | 蘇沙 73' | 入場人數： 1,735 ： 何煒昇 |

| 2017年4月30日 FA09 | 南華        | 1–0  | 東方龍獅 | 旺角大球場                 |
| 15:00              | 加藤友介 5' | 報告 |          | 入場人數： 2,789 ： 湯巨森 |

### 決賽
| 2017年5月14日 FA10 | 傑志                  | 2–1  | 南華       | 旺角大球場                 |
| 15:00              | 林志堅 30' · 辛祖 48' | 報告 | 朱兆基 69' | 入場人數： 5,038 ： 劉晃熙 |

## 外部連結
- 香港足球總會–足總盃（页面存档备份，存于）